# Copa de Portugal 1943-44
La copa de Portugal 1943-44 fue la sexta temporada de la copa de Portugal, torneo nacional organizado por la Federación Portuguesa de Fútbol (FPF). En esta edición participaron 16 clubes clubes de primera y segunda división.
La final se jugó el 28 de mayo de 1944 entre Sport Lisboa e Benfica y Estoril Praia. El campeón del certamen fue el Benfica después de haber ganado 8-0 con cinco goles de Pipi, Manuel da Costa, dos de Julinho y uno de Arsénio, en el estadio Campo das Salésias, Lisboa. Fue el tercer título de Benfica.

## Equipos participantes
Todos los equipos:
| - Associação Académica de Coimbra - Atlético Clube de Portugal - Clube de Futebol Os Belenenses - Sport Lisboa e Benfica - Sporting Clube Olhanense - Futebol Clube do Porto - Sport Comércio e Salgueiros - Sporting Clube de Portugal | - Vitória Sport Clube - Vitória Futebol Clube - Grupo Desportivo Estoril Praia - Futebol Clube Famalicão - Luso Sport Clube - Clube de Futebol União de Coimbra - Clube de Futebol Os Unidos - Sport Clube Vila Real |

## Rondas eliminatorias

### Primera ronda
| Equipo 1              | Agr. | Equipo 2         | Ida | Vuelta |
| --------------------- | ---- | ---------------- | --- | ------ |
| Académica de Coimbra  | 13–3 | Salgueiros       | 6–2 | 7–1    |
| Belenenses            | 4–0  | Atlético CP      | 2–0 | 2–0    |
| Benfica               | 8–2  | Lujo Beja        | 4–1 | 4–1    |
| Estoril Praia         | 6–3  | Unidos de Lisboa | 3–2 | 3–1    |
| Porto                 | 5–3  | Sporting CP      | 2–0 | 3–3    |
| União de Coimbra      | 4–3  | Olhanense        | 4–0 | 0–3    |
| Vitória de Guimarães  | 6–4  | Vila Real        | 4–1 | 2–3    |
| Vitória de Setúbal    | 3–1  | Famalicão        | 2–0 | 1–1    |
| Estadísticas finales. |      |                  |     |        |

### Cuartos de final
| Equipo 1              | Agr. | Equipo 2           | Ida | Vuelta |
| --------------------- | ---- | ------------------ | --- | ------ |
| Académica de Coimbra  | 4–4  | Vitória de Setúbal | 3–1 | 1–3    |
| Benfica               | 10–3 | Belenenses         | 2–1 | 8–2    |
| Estoril Praia         | 5–3  | Porto              | 3–2 | 2–1    |
| Vitória de Guimarães  | 16–2 | União de Coimbra   | 1–1 | 7–1    |
| Estadísticas finales. |      |                    |     |        |

### Semifinal
| Equipo 1              | Agr. | Equipo 2             | Ida | Vuelta |
| --------------------- | ---- | -------------------- | --- | ------ |
| Benfica               | 7–2  | Académica de Coimbra | 6–1 | 1–1    |
| Estoril Praia         | 9–1  | Vitória de Guimarães | 5–0 | 4–1    |
| Estadísticas finales. |      |                      |     |        |

### Final
| 28 de mayo de 1944 | Sport Lisboa e Benfica                                   | 8 - 0   | Estoril Praia | Campo das Salésias, Lisboa |                           |
|                    | Pipi 13, 56, 69, 75, 86' - Julinho 15, 29' - Arsénio 35' | Reporte |               | Árbitro(s): Carlos Canuto  | Árbitro(s): Carlos Canuto |